# Zipyge ferruginipes
Zipyge ferruginipes är en mångfotingart som först beskrevs av Chamberlin 1922.  Zipyge ferruginipes ingår i släktet Zipyge och familjen Rhinocricidae. Inga underarter finns listade i Catalogue of Life.